# 东方大苇莺
东方大苇莺（学名：Acrocephalus orientalis）为葦鶯科苇莺属的鸟类。它曾被歸類為大葦鶯 （A. arundinaceus） 的亞種，分佈於西古北界。
其种加词“orientalis”意为“东方的”。

## 描述
這是一種體型較大的葦鶯，長度為18至20公分，翼展為23至26公分。 羽毛上部棕色，臀部較淡，尾羽末端帶有白色尖端。下半身呈白色，體側和尾下覆羽較褐色。喉部和胸部有細窄的灰色條紋。牠有一道深色的眼紋，眼上方有一條白色條紋。牠的喙較長且厚實，上喙呈棕色，下喙呈粉紅色，喙裂為鮮橙色。牠的腳呈灰色。
牠比大葦鶯稍小、較修長，翅膀也較短。其尾巴較短且末端較方正，與噪大葦鶯 （A. stentoreus） 相比，他的初級飛羽略長，喙則略短且較厚。尾巴的淺色尖端將其與這兩種葦鶯區別開來。
牠的鳴唱包含混合的婉轉樂句和喉音低啞的叫聲，通常站在顯眼的地方如蘆葦桿或灌木頂端鳴唱。也會發出響亮、粗糙的chack叫聲。

## 分佈與棲地
繁殖範圍涵蓋南部西伯利亞、蒙古、中國北部、中部及東部、朝鮮及日本。他們在印度東北部和整個東南亞過冬，至菲律賓及印尼，偶爾到達新幾內亞和澳大利亞。牠曾在以色列和科威特作為迷鳥出現。
在中国大陆，分布于华北和华南等地。该物种主要分布在东亚和东南亚，其模式产地在日本。
其主要在蘆原中繁殖，也能在沼澤、稻田、草地及灌木叢中找到，牠以昆蟲及其他無脊椎動物為食。

## 繁殖
東方大葦鶯的繁殖領域較小，並能達到高密度的族群數量。他們的巢築於距地面1到1.5公尺高的蘆葦莖間。他們會產下2至6顆卵，並進行12到14天的孵化。雛鳥會在10到15天后離巢。巢中的主要掠食者包括黃鼬、貓和屬於錦蛇屬（Elaphe）的蛇。